# Osteodes turbulenta
Osteodes turbulenta är en fjärilsart som beskrevs av Guenée sensu Janse 1917. Osteodes turbulenta ingår i släktet Osteodes och familjen mätare. Inga underarter finns listade i Catalogue of Life.